# إدغار سايمور
إدغار سايمور (بالإنجليزية: Edgar Seymour)‏ هو متزلج جماعي أمريكي، ولد في 25 يونيو 1912، وتوفي في 30 أبريل 2011 بسبب مرض.

## وصلات خارجية
- إدغار سايمور على موقع أوليمبيديا (الإنجليزية)